# أسطورة الحصن

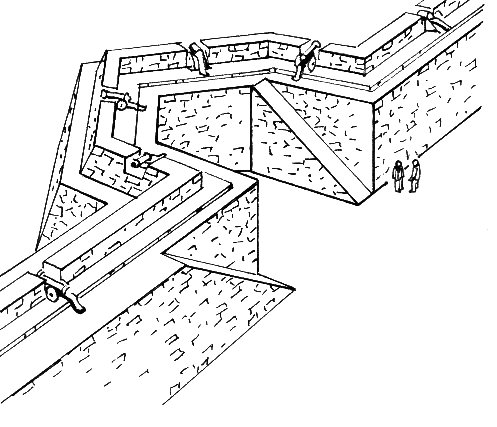

أسطورة الحصن أو أسطورة الدرع، هي إحدى الأساطير القومية التي تتضمن مهمة أمة محددة كحصن ضد الأديان أو الأمم أو الأيديولوجيات الأخرى. تُشتق كلمة حصن «Antemurale» من الكلمة اللاتينية ante (قبل، في الزمان والمكان) وmurale (جدار، وصف).

## الخصائص
تختلف أسطورة الحصن عن الأساطير القومية الأخرى لأنها لا تصر على تفرد مجموعة معينة، بل على تضمينها في كيان ثقافي أكبر يُزعم أنه متفوق على المجموعات الأخرى التي لا تنتمي إليه.
خصائص أساطير الحصن هي:
الاختلاف - يمكن العثور عليها دائمًا في مناطق ذات اختلافات معينة، أي مجموعات إثنية أو ديانات مختلفة.
تعيين الحدود- تتضمن الحاجة إلى تعيين الحدود عن شيء مختلف.
الدفاع – تتضمن شيئًا مختلفًا عن طبيعتها يجب على المرء الدفاع ضده.
الحماية – تتضمن ضرورة حماية حياة المرء أو طريقة عيشه من شيء مختلف.
الالتزام - تشمل الالتزام ببعض الكيانات الثقافية الأكبر التي يفترض أن تكون محمية، مثل الدين أو الطائفة أو الثقافة أو الحضارة.
يضخم عنصر تعيين أو بناء الحدود في صنع أسطورة الحصن الاختلافات التي تميز إحدى المجموعات عن بلد مجاور محدد وتلغي في نفس الوقت التركيز على الحدود تجاه أخرين. لذلك، تعارض أسطورة الحصن أسطورة النوع بنفسه لأنها تعني أن المجموعة ليست فريدة من نوعها لكونها جزء من الهوية الأكبر، وهو أمر يحتاج صانع الأسطورة ماهر لشرحه.

## أسطورة حصن المسيحية
تُعتبر غالبًا أسطورة حصن المسيحية إحدى النسخ الدينية لهذه الأسطورة، وتتضمن مهمة أمة معينة كخط دفاع أول عن أوروبا ضد الإسلام.
يُعد لقب بطل المسيح (بالاتينية: Athleta Christi) لقبًا فخريًا استُخدم منذ القرن الخامس عشر ومنحه البابا للرجال الذين قادوا حملات عسكرية ضد الإمبراطورية العثمانية. ومن بين الذين حصلوا على اللقب: يوحنا هونياد وجورج كاستريوت اسكندر بك وشتيفان الكبير.
في القرن السادس عشر، أصبح «الدفاع ضد الأتراك» موضوعًا محوريًا في شرق وسط وجنوب شرق أوروبا. وُضعت في الاستخدام الوظيفي وعملت كأداة دعائية واستُخدمت لتعبئة المشاعر الدينية للسكان. يُشار إلى الأشخاص الذين شاركوا في حملات ضد الإمبراطورية العثمانية باسم «antemurale Christianitatis» (جدار حماية المسيحية).

### جنوب شرق أوروبا
أصبحت أسطورة الحصن أسطورة بدائية عن القومية في جنوب شرق أوروبا. طوّر القوميون روايات عن كون أممهم حصنًا مسيحيًا حمت الغرب من الغزو الإسلامي، بينما نسي الغرب هذه الحقيقة بفظاظة. تملك جميع دول جنوب شرق أوروبا تقريبًا تصورًا وأسطورة وطنية عن كونها حصنًا لبعض نظم القيم العالمية (المسيحية، الإسلام، ...).

### ألبانيا
تصوّر أسطورة الحصن الألبان على أنهم حصن للحضارة ومدافعين عن التسامح الديني في أوروبا والبلقان. قبل أن يُسلم الألبان، قدمتهم أسطورة الحصن على أنهم الحصن المسيحي. يُعتبر اسكندر بك في الأساطير القومية الألبانية جزءًا متأصلًا في مجموعة أسطورة الحصن التي تصور الألبان الذين وحدهم اسكندر بك كحماة للأمة والمسيحية ضد «الأتراك الغزاة». بعد أن فرضت الإمبراطورية العثمانية الإسلام في ألبانيا، أصبح هناك مثال آخر على أسطورة الحصن. يُعارض تُصوير العلماء للألبان المسلمين غالبًا على أنهم حصن أكثر تحضرًا وتسامحًا دينيًا وديموقراطيةً، اليونانيين والصرب غير الديمقراطيين الذين ظلوا أرثوذكس.

### البوسنة
اعتبر المسلمون البوسنيون (البوشناق) حصنًا للإسلام. اعتبرت الحدود العثمانية في البوسنة «حدودًا إسلامية» تجاه «عدو الإيمان». عندما هاجم الجيش النمساوي البوسنة، اعتبر المسلمون البوسنيون جيشهم «جيشًا إسلاميًا» من «جنود مختارين» الذين «يحرسون الحدود الإسلامية».